# افراونده
افراونده، روستایی از توابع بخش سیلاخور شهرستان دورود واقع در استان لرستان ایران است.

## جمعیت
این روستا در دهستان چالانچولان قرار دارد و براساس سرشماری مرکز آمار ایران در سال ۱۳۸۵، جمعیت آن ۵۶۷ نفر (۱۴۲خانوار) بوده‌است.